# Réauville
 Réauville  là một xã thuộc tỉnh Drôme trong vùng Auvergne-Rhône-Alpes ở đông nam nước Pháp. Xã Réauville nằm ở khu vực có độ cao 243 mét trên mực nước biển.